# Fernwasserversorgung Elbaue-Ostharz
Als Fernwasserversorgung Elbaue-Ostharz wird ein großes Trinkwasser-Leitungssystem zwischen der Rappbodetalsperre im Ostharz und der Elbaue bei Torgau und das gleichnamige Betreiberunternehmen bezeichnet. Mit Hilfe des Leitungssystems wird Trinkwasser für die Region um Halle (Saale) und Leipzig zwischen Harz und Elbe transportiert und bereitgestellt. Das Leitungssystem gehört zu den größten Fernwasserversorgungen Deutschlands. Eigentümer und Betreiber ist die Fernwasserversorgung Elbaue-Ostharz GmbH (FWV), Torgau, deren Gesellschafter wiederum über 60 Kommunen aus Westsachsen und dem südlichen Sachsen-Anhalt sind, darunter die Städte Leipzig und Halle (Saale).

## Wasseraufbereitung und Behälter
Das Rohwasser wird der Rappbodetalsperre im Westen des Versorgungsgebietes und der Elbaue im Osten entnommen. Die Wasseraufbereitung erfolgt im Harz im Wasserwerk Wienrode mit einer Leistung von 180.000 Kubikmetern pro Tag und in der Elbaue mit den Wasserwerken Torgau-Ost (100.000 Kubikmeter pro Tag) und Mockritz (60.000 Kubikmeter pro Tag). Das Unternehmen verfügt über Trinkwasserbehälterkapazitäten in Höhe von rund 196.000 Kubikmetern in 13 Behältern.

## Leitungssystem
Das Leitungssystem besteht aus insgesamt rund 800 km Fernwassertransportleitungen, den Wasserbehältern mit Kapazitäten zwischen 2.500 und 40.000 Kubikmetern und vier Pumpwerken sowie 156 Abgabestationen an Ortsnetze oder Endverbraucher.

## Energieerzeugung
In den Rohrleitungen des Fernleitungssystems erzeugen vier Turbinen elektrische Energie und nutzen dafür im Wesentlichen den Geländehöhenunterschied zwischen dem Ostharz und einem Teil des Versorgungsgebietes im Süden von Sachsen-Anhalt. Dazu bestehen einige Photovoltaikanlagen.

## Versorgungsgebiet
Das Versorgungsgebiet liegt zwischen Halberstadt und Sangerhausen im Westen, Staßfurt und Lutherstadt Wittenberg im Norden, Torgau im Osten sowie Zeitz und Weißenfels im Süden. Es umfasst ca. 9.000 Quadratkilometer mit ca. 2,5 Mio. Menschen. In diesem Gebiet ist die FWV der Vorlieferant für die Weiterverteiler (zumeist Zweckverbände, Kommunen oder kommunale Unternehmen), die das Trinkwasser bis zum Hausanschluss transportieren.